# سلفون

بنية السلفون

السلفون هو مركب كيميائي يحتوي مجموعة سلفونيل الوظيفية مرتبطة بذرتي كربون. ترتبط ذرة الكبريت المركزية ارتباطا مزدوجا مرتين بالأوكسيجين وبمكونين هيدروكربونيين أخريين. الصيغة البنيوية العامة هي R-S(=O)(=O)-R' حيث R و R' هي مجموعات عضوية. ولا يشجع الاتحاد الدولي للكيمياء البحتة والتطبيقيةعلى استخدام «سلفون» كاسم بديل. وتعتبر السلفيدات مواد البداية للسلفونات بالأكسدة العضوية عبر تشكل وسيط للسلفوكسيدات.